# Baldiri Reixac i Carbó

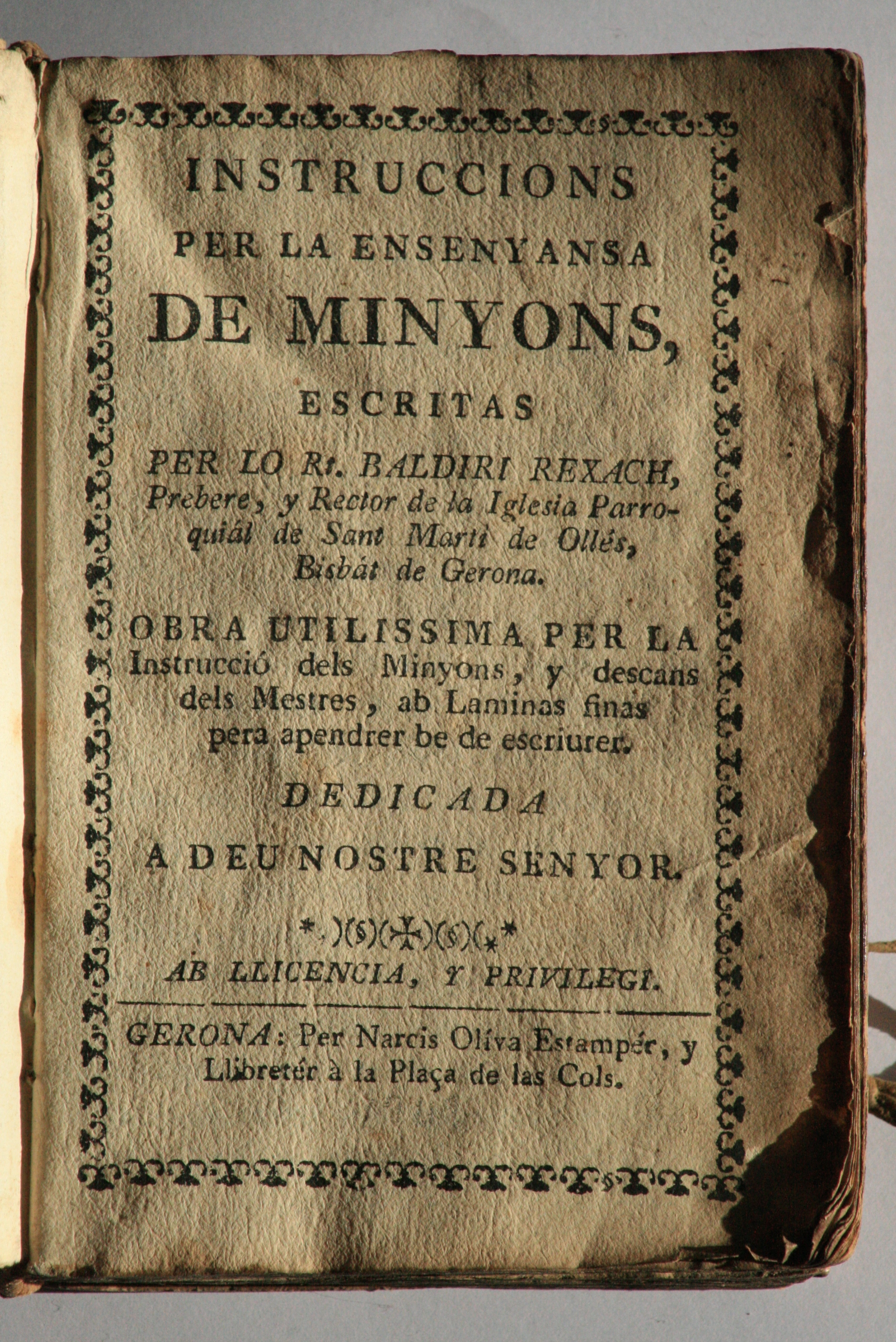
Portada de les Instruccions per l'ensenyança de minyons en una edició feta a Girona sense data.

Baldiri Reixac i Carbó (Bell-lloc d'Aro, Empordà, gener de 1703 – Ollers, Vilademuls, 15 de febrer de 1781) fou un pedagog i prevere català. La Fundació Lluís Carulla atorga anualment i des del 1978 uns premis a escoles, mestres i alumnes que duen el seu nom: els Premis Baldiri Reixac.

## Reflexió
Quan es parla de pedagogia a Catalunya a l'època moderna i contemporània s'ha de parlar necessàriament de Baldiri Reixac i de la seva obra que publicà el 1749: Instruccions per l'ensenyança de minyons, un compendi universal propi de la Il·lustració. El llibre inclou una enciclopèdia, diccionaris i gramàtiques, un tractat de pedagogia i un manual d'instruccions de temes diversos. Fou publicada per primera vegada a Girona, a casa de l'impressor Antoni Oliva. Els continguts dels dos volums coneguts de les Instruccions (el primer, publicat el 1749, i el segon, trobat al Seminari de Girona el 1975 i publicat per primera vegada, a Girona, el 1981) permeten afirmar que Reixac és una de les figures cabdals de la pedagogia catalana dels últims segles; un pedagog amb una obra que, en alguns aspectes, va ser innovadora quan es va publicar i que, avui en dia (segle xxi), continua tenint actualitat en algun dels seus apartats, com es pot comprovar si continueu llegint aquest arxiu.

## Baldiri Reixac i el seu temps
Baldiri va néixer al si d'una família de pagès benestant, segons els estudis de Rosa Congost, que formava part de l'elit de les famílies que superaven les mil lliures de renda anual. És el segon d'una colla de vuit germans. Els Reixac eren gent d'influència i de cultura. Possiblement, aquesta situació familiar ajuda a donar respostes a les qüestions que se'ns plantegen en conèixer la seva notable formació.
Baldiri Reixac va estudiar al Seminari de Girona i seguí de prop els ensenyaments de Charles Rollin, rector de la Universitat de París. I després de fer diverses oposicions, sense èxit, el 25 d'abril de 1730 és nomenat rector de la parròquia de Sant Martí d'Ollers de la que en fou de 1730 a 1781, un disseminat de cases del municipi de Vilademuls, a la comarca del Pla de l'Estany, amb una seixantena d'habitants, prop de Banyoles i no gaire més lluny de Girona. Hi residirà pràcticament fins a la seva mort.
A la família Reixac hi ha altres capellans: Jaume Reixac, un oncle, passarà tota la vida eclesiàstica a Roma; Bernat Carbó —oncle per part de mare— era capellà llicenciat. Tres germans de Baldiri també són capellans: Francesc fou rector de Tordera; Domènec, beneficiat de la seu gironina, i, Josep, canonge tresorer de la catedral. En fi, que Baldiri Reixac procedeix d'una família de pagès amb una bona posició econòmica i no menys bona presència en el món eclesiàstic gironí.
A la parròquia d'Ollers exercí amb zel de rector i, a més, fa de mestre i escriu i tradueix llibres. Com a capellà se sent cridat a ajudar a la formació de la joventut; considera que totes aquelles persones que tenen autoritat —i ell, com a rector, n'és una— han d'afavorir la instrucció i la formació dels infants i joves. Escriu en llatí un Diàleg de la doctrina cristiana, una obra de la qual no coneixem res més ni tenim notícies que hagi estat publicada. Tradueix una part del Compendi del Teatro Crític del pare Mestre Feyjoo, molt útil per desterrar errors comuns, que el seminarista Gregorio Soler, de la parròquia d'Ollers, estava traduint per encàrrec de Reixac. El manuscrit d'aquesta traducció es troba al Seminari de Girona i no ha estat publicat.

## L'obra cabdal de Baldiri Reixac
La seva obra principal, la que l'ha fet entrar per la porta gran al món de la pedagogia catalana, és les Instruccions per a l'ensenyança de minyons (Instruccions per la ensenyansa de minyons en el seu títol original), llibre en el qual treballà durant força anys i publicà el 1749. Es tracta d'un text molt pensat, escrit i corregit que tenia la pretensió de ser un llibre que fos ben útil per als minyons que anaven a escola, però no només per als infants de la seva parròquia, que, al cap i a la fi, no eren gaires. Escriu i pensa en les escoles que, a la ciutat i al camp, s'anaven obrint per fomentar l'ensenyament i, d'aquesta manera, millorar el país; també pensa, ho diu explícitament, en la possibilitat que el llibre sigui usat en els ensenyaments que es fan a les cases particulars (possiblement ell havia rebut aquest tipus d'ensenyament).
Fa un llibre obert, considera que el que escriu es pot millorar i ampliar; deixa la porta oberta a ampliar-lo en successives edicions a partir del que ell mateix consideri que s'hi ha d'incorporar i dels suggeriments d'altres persones. Aquest detall d'obertura a noves incorporacions és ben significatiu de l'actitud d'un bon educador.
Escriu també pensant en els mestres, en aquelles persones que es dediquen a ensenyar, sigui a la ciutat o a pagès; parla de manera especial dels «mestres comuns i dels pobles aldeans», als quals vol ajudar en la seva feina. Igualment, vol que sigui útil als que fan l'ensenyament privat. En poques paraules, mogut per la seva responsabilitat pública fa una obra que vol que sigui útil a tots aquells que es dediquen a l'ensenyament, «fins a tant que altra persona eminent produesca altra més útil». La seva pretensió és clara: «o no pretenc que amb esta obra sola puguen els minyons eixir doctes i consumats en les ciències i virtut, sinó que pretenc solament donar-los un bon gust i desig per aprendre ciència i virtut».

## Una enciclopèdia pràctica
Reixac aplega els continguts de totes aquelles matèries que poden ser útils en els diferents nivells d'ensenyament no universitaris. Així, tracta de la lectura i l'escriptura; dels comptes; de l'ensenyament de les llengües, en concret tracta de llengua catalana, la llatina, l'espanyola, la francesa i la italiana (aquesta darrera, potser gràcies al seu oncle capellà de Roma). Al final de l'apartat sobre llengua espanyola incorpora trenta pàgines que constitueixen un diccionari castellà-català que comprèn un resum de les veus espanyoles més difícils d'entendre. En l'apartat de la llengua francesa destaquen disset pàgines dedicades a la conjugació dels verbs més comuns.
Seguidament, parla de les matemàtiques, on inclou la geometria, l'aritmètica, el cant i la música (aquest darrer apartat, segons ell mateix indica, li va compondre el prior del convent dels servites de Banyoles).
Per a Reixac les matemàtiques són la clau per comprendre altres ciències; en destaca, a més, el valor formatiu que tenen, ja que desvetllen l'enteniment. L'apartat dedicat a la lògica és el més breu de tots. Concep aquesta matèria com aquella ciència que dirigeix les operacions de l'enteniment perquè jutgem bé les coses i no errem en el judici que en fem.
També tracta de la física plantejada com a coneixement de la natura i de la causalitat; l'agrupa en tres capítols: de o que són els minyons i demés hòmens, del món, de les coses més comunes de la campanya; considera que aquests ensenyaments són útils per al bé material i espiritual de les persones. Els ensenyaments de les matemàtiques i les ciències, molt pràctics, són fets sota l'òptica de l'experiència quotidiana.
A més, parla de la geografia, és a dir, d'Europa, d'Àsia, d'Àfrica, d'Amèrica i de les terres polars. És una geografia descriptiva molt extensa, que incorpora al llibre per l'interès pedagògic i formatiu que té per als infants. Les referències sobre història no estan agrupades en cap capítol especial. És que potser tenia intenció d'escriure un volum especial? No s'ha de descartar, atesa la importància que li dona.
Com que la seva obligació no és només d'aconseguir que els estudiants prenguin coses útils per a la seva formació, sinó que vol fer-los persones de bons costums, Reixac incorpora un apartat dedicat a fomentar els bons usos i costums i, per tant, tracta de la missa, del rosari, de la confessió i de la comunió, etc. L'enciclopèdia reixaquiana té, doncs, també un apartat dedicat a la formació cristiana de la joventut; al cap i a la fi, l'autor és un capellà zelós que segueix les recomanacions pastorals del Concili tridentí i del seu bisbe.
Aquesta obra és una enciclopèdia pràctica perquè, a més dels continguts, ben útils per l'aprenentatge, l'autor, com a bon mestre, dona consells per fer bona tinta i incorporar unes plantilles per a la pràctica de la cal·ligrafia.

## L'ensenyament en la llengua del poble: el català
Reixac defensava que els nois i noies havien d'aprendre cinc llengües, per aquest ordre: català, llatí, castellà, francès i italià. Aquest aspecte és un dels que ha donat més anomenada al rector d'Ollers. L'afirmació que fa que «entre totes les llengües, la que més perfecció deuen saber els minyons és la llengua pròpia de sa pàtria» ha estat invocada pel magisteri català sempre que s'han intentat imposar una llengua que no és la nostra a l'escola. Mestres d'escoles públiques i privades han invocat Reixac per defensar i fer escola en català durant les dictadures de Primo de Rivera i de Franco i actualment (2015) tot i estar en democràcia amb la pressió del Govern de Madrid.
Quan la voluntat de castellanització de Catalunya en general és clara i manifesta (només cal recordar que, el 1717, des del Consejo de Castilla s'ordenava: «pondrá el mayor cuidado en introducir la lengua Castellana, a cuyo fin dará las providencias mas templadas, y disimuladas para que se consiga el efecto sin que se note el cuidado»). Reixac defensava continuar fent l'escola en la llengua del poble. Al mateix temps que es va manifestar clarament la voluntat castellanitzadora i la persecució del català per part dels governs espanyol i francès, també es fa patent la resistència a aquesta imposició.
Deixà inèdit un Llibre de diferents notes del que ha passat en aquesta rectoria. Va escriure la seva obra en català, d'acord amb els principis que defensava d'educar els infants en la llengua materna i no en llatí.

## Obra
- REIXAC, Baldiri.«Instruccions per la ensenyansa de minyons. Baldiri Rexach». Biblioteca Joan Lluís Vives. Biblioteca virtual Miguel de Cervantes. http://www.cervantesvirtual.com/obra-visor/instruccions-per-la-ensenyansa-de-minyons--0/html/ Exemplar original de la Biblioteca de Catalunya [Consulta: 6 octubre 2020].
- REIXAC, Baldiri. Instruccions per la ensenyança de minyons. Barcelona: Universitat de Barcelona. 1983. (Edició i estudi introductori: Josep González-Agàpito, Salomó Marquès i pròleg d'Antoni M. Badia i Margarit). ISBN 84-7528-081-1
- REIXAC, Baldiri. Instruccions per la ensenyança de minyons. Volum II. Girona: Col·legi Universitari de Girona, 1981. (Introducció, transcripció i notes a cura de Salomó Marquès i Albert Rossich i pròleg de Modest Prats) ISBN 8460022226
- REIXAC, Baldiri, Instruccions per a l'ensenyança de minyons. Toms I i II. Vic-Barcelona: Eumo Editorial-Diputació de Barcelona, 1992. (Edició a cura de Francesc Feliu i Sadurní Martí). ISBN 84-7602-270-0
- REIXAC, Baldiri. Testament a RIERA BERGA; Josep, «El Testament de Mn. Baldiri Reixach, rector d'Ollers» a: Quaderns del Centre d'Estudis Comarcals de Banyoles. Banyoles. Desembre 1979, p. 28-42. (Inclou transcripció del testament).